# Saskatoon Nutana South (circonscription saskatchewanaise)
Pour les articles homonymes, voir Saskatoon (homonymie) et Nutana.
Circonscription électorale provinciale du Canada
Saskatoon Nutana South est une circonscription électorale provinciale de la Saskatchewan au Canada. Elle est représentée à l'Assemblée législative de la Saskatchewan de 1967 à 1975.

## Géographie
La circonscription représente le sud-est de la ville de Saskatoon.

## Liste des députés
| Parlement                                                                 | Années                                  | Député                                  | Député                                  | Parti                                   |
| Saskatoon Nutana South                                                    | Saskatoon Nutana South                  | Saskatoon Nutana South                  | Saskatoon Nutana South                  | Saskatoon Nutana South                  |
| Circonscription issue de Saskatoon City                                   | Circonscription issue de Saskatoon City | Circonscription issue de Saskatoon City | Circonscription issue de Saskatoon City | Circonscription issue de Saskatoon City |
| ------------------------------------------------------------------------- | --------------------------------------- | --------------------------------------- | --------------------------------------- | --------------------------------------- |
| 16e                                                                       | 1967–1971                               |                                         | Bill Forsyth                            | Libéral                                 |
| 17e                                                                       | 1971–1975                               |                                         | Herman Rolfes                           | Néo-démocrate                           |
| Circonscription dissoute dans Saskatoon Buena Vista et Saskatoon Eastview |                                         |                                         |                                         |                                         |